# Quartet de corda núm. 1 (Gerhard)
El Quartet de corda núm. 1 és una obra per a dos violins, viola i violoncel, composta per Robert Gerhard entre el 1951 i el 1955, i estrenada a Dartington el 1956. Marca un punt d'inflexió en el seu estil i els seus recursos compositius: d'una banda rescata i actualitza recursos arcaics com la forma sonata, i d'altres més recents però igualment superats, com el dodecafonisme. De l'altra banda, els desenvolupa, combina i transforma juntament amb els nous processos sistemàtics que ell mateix crea. Això desemboca en un nou i ampli marc teòric de treball que serà essencial per a les seves noves obres.

## Història
Robert Gerhard va començar a escriure el Quartet de corda núm. 1 el 1951 a Cambridge, on residia exiliat des del 1939 a conseqüència del franquisme, en un context històric i personal significatiu. Havia estat un dels deixebles més rellevants (i dels pocs que quedaven vius) d'Arnold Schönberg, que va morir el mateix 1951. Paral·lelament, el dodecafonisme (la tècnica compositiva de l'avantguarda d'entreguerres que defensava Schönberg) va ser substituït pel serialisme integral, encapçalat per Pierre Boulez.
Poc abans, dues de les darreres obres de Gerhard van tenir una mala rebuda per part de la crítica. La primera, l'òpera The Duenna, va ser rebutjada per "abusar de melodies populars", cosa que potser no hauria succeït si l'estrena hagués estat a Barcelona. Allà, el públic podria haver estat més implicat en la trama i les seves referències a la política i la societat. De l'altra peça, la Sonata per a viola i piano, es va dir que li "mancava originalitat". Tot això va conduir Gerhard a un període de crisi: és la segona gran convulsió del món de la composició que presencia, després del primer pas al dodecafonisme en acabar la Primera Guerra Mundial.
D'aquesta manera, va començar una tercera etapa de la seva carrera compositiva, caracteritzada per una exploració del concepte de sèrie, malgrat que en una direcció diferent de la de Boulez o Olivier Messiaen. A partir de llavors, va aplicar el concepte de sèrie a l'àmbit de les altures i al de les temporalitats, però d'una manera més laxa: no emprava necessàriament tota l'escala cromàtica, feia intercanvis de blocs dins d'una mateixa sèrie o deixava més espai a l'expressivitat. També va desenvolupar el serialisme en termes del temps, a partir del concepte time-set: aquest està més orientat a les proporcions (i no pas al ritme) i a la distància entre esdeveniments, de manera que articulació, rítmica, durada, mètrica i forma estan englobades en un mateix espectre.
Això no obstant, no va renegar de l'aplicació de la música popular catalana en aspectes com el ritme, l'orquestració o el contorn de les sèries d'altures. Simultàniament, va prendre el relleu de Schoenberg en l'àmbit didàctic del dodecafonisme, impartint classes magistrals i escrivint articles.
En aquest sentit, compartia amb Béla Bartók l'esperit de transformar la tradició per tal de mantenir-la. Precisament, l'imaginari al qual evoquen algunes de les obres d'aquest nou període creatiu de Gerhard, com ara el Concert per a piano (1951) o el Concert per a clave (1956), està influenciat en certa manera pel compositor hongarès. A més, comparant aspectes com la forma, el ritme, els modes o la coloració, es pot comprovar l'existència de paral·lelismes en l'aplicació de la música tradicional de les seves respectives regions de naixement.
La Simfonia núm. 1 (1953) va gaudir de prou èxit en l'estrena, dos anys després, al festival de la Societat Internacional de Música Contemporània a Baden-Baden. Malgrat no adherir-se a altres dels nous corrents musicals, va seguir amb interès la feina de les noves generacions de compositors britànics i, en general, el panorama internacional. Però hi ha excepcions: d’una banda, durant els anys cinquanta va escriure música instrumental per a sèries de la BBC (sota el pseudònim de Joan de Serrallonga); de l’altra, va investigar i experimentar molt amb la música electrònica, en particular amb la música concreta, i va obtenir recursos i materials que més endavant fonamentarien les seves composicions electroacústiques. En aquesta tasca hi va tenir un paper molt important Leopoldina Feichtegger (a qui anomenaven Poldi, esposa de Gerhard). Val a dir que no podrien haver assolit tot aquest progrés sense el mecenatge d'Alice Roughton, que va oferir treball i habitatge al matrimoni: la seva residència va esdevenir un lloc de pas i de contacte de molts intel·lectuals i artistes.
El Quartet de corda núm. 1, realment no és el primer que va compondre, ja que anteriorment en va escriure tres que, finalment, va descartar d’incorporar al catàleg. Els dos primers daten de 1917 (sent alumne de Felip Pedrell) i 1922 (autodidacta) respectivament. El tercer té una història més complexa: va compondre’l el 1927, mentre era alumne de Schönberg, però hi ha debat sobre si era un treball que va presentar al professor de l'Akademie der Künste o no, ja que diferia estilísticament de la resta de les seves obres, però al mateix temps hi va dedicar un esforç considerable. De tota manera, va reaprofitar part del seu material al Concertino per a cordes (1929). A més, dos anys abans del seu retorn a Catalunya el 1929, va presentar precisament aquest quartet a un concurs de composició a Barcelona, per intentar aconseguir un impuls a la seva carrera en termes de reconeixement i d’autonomia econòmica.

## Anàlisi
L'obra té quatre moviments, i una durada aproximada de 20 minuts (19 a l'estrena i 23 a la gravació del Quartet Kreutzer, de la qual les durades estan apuntades avall):
- Moviment I: Allegro assai (7'11")
- Moviment II: Con vivacità (2'35")
- Moviment III: Grave (5'24")
- Moviment IV: Molto allegro (8'34")

La diferència de temps entre l’inici del procés compositiu i el final, malgrat que es basi en una mateixa seqüència de dotze notes, crea una separació estilística entre els moviments 1-2 i 3-4. Aquests últims són una de les primeres exploracions del “codi combinatori” (propi de Gerhard) que relaciona altures i proporcions mitjançant sèries.
| « | Faig servir, al mateix temps que la sèrie de 12 notes, un conjunt de proporcions expressades numèricament. La sèrie es pot interpretar com un codi per a les operacions combinatòries que tracten la relació altura-estructura. | » |
| — Robert Gerhard, «Developments in twelve-tone technique». The Score and IMA Magazine, 17 (September 1956), pàg. 61 | |   |

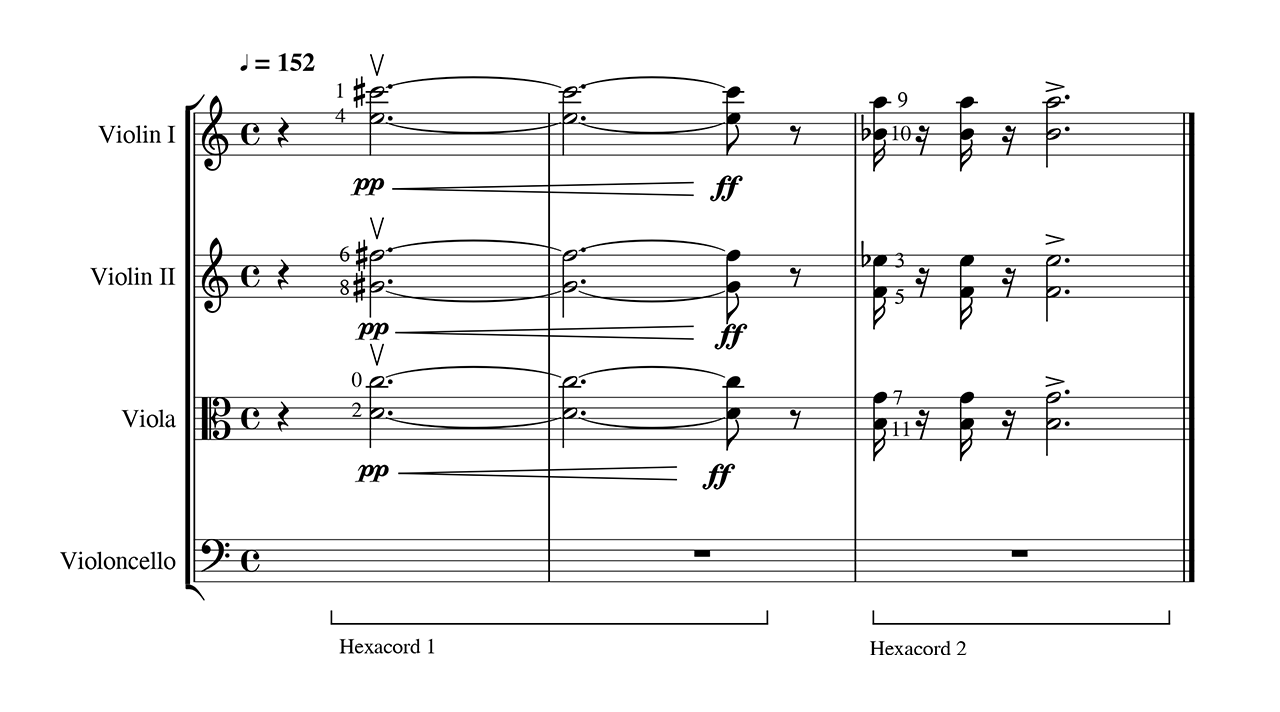
Figura 1. Aparició dels dos hexacords a l'inici de l'obra

A més, la durada dels moviments té implícita la secció àuria: varia segons la gravació, però podem observar que el quocient entre el quart i el tercer moviment s’hi aproxima, així com el total de la gravació entre els dos últims moviments.

### Moviment I (Allegro assai)
Gerhard va treballar per reinventar l’aplicació de la forma sonata als recursos estilístics que usava a les seves obres, i aquest moviment n’és un clar exemple. Però fora de la tonalitat, li calia definir noves àrees musicals que permetessin estructurar una sonata en els paràmetres de temàtica i harmonia. Com que l'element temàtic es conserva en l’ideari dodecafònic, no cal canviar de tècnica en aquest sentit més enllà d’emprar el tipus de línies melòdiques pròpies. Pel que fa a l’harmonia i la manca de tonalitat, divideix l'única sèrie d’altures en dos hexacords i fa servir aquesta dualitat per aconseguir el contrast harmònic que anteriorment marcaven modes i tonalitats. Els hexacords són un recurs que Schoenberg ja havia començat, i se sap que Gerhard havia dedicat un cert temps a estudiar obres del seu mestre com Von Heute auf Morgen.

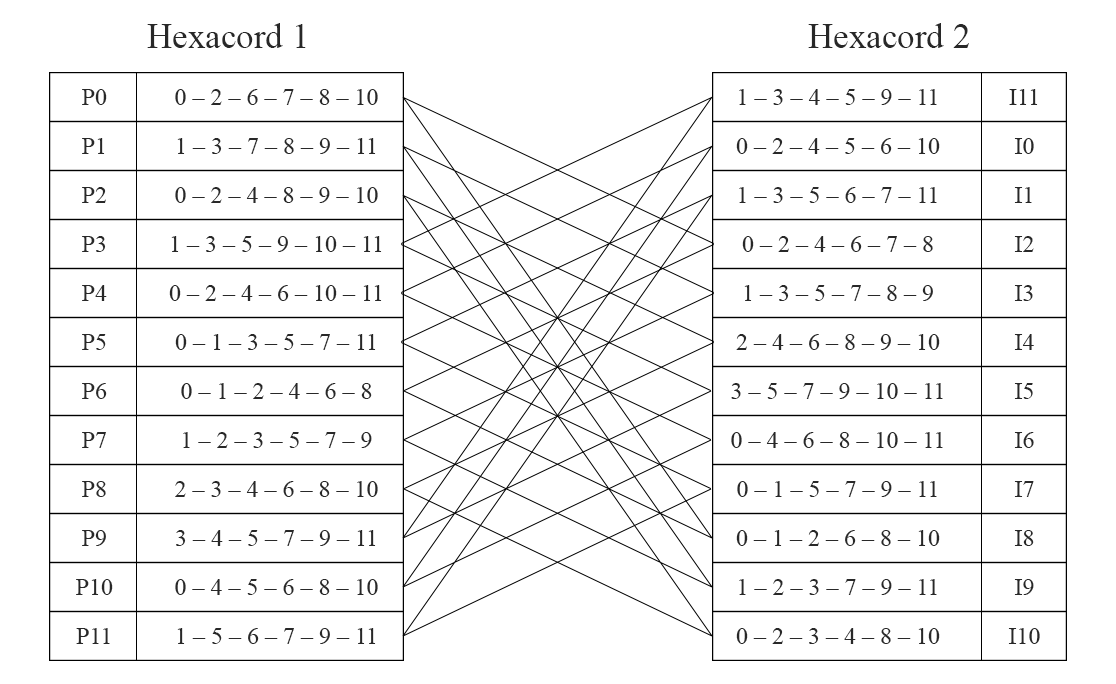
Figura 2. Tots els possibles hexacords "estretament relacionats" per la sèrie del primer moviment del Quartet

La divisió de la sèrie en aquests dos hexacords complementaris a l’inici del quartet significa i predisposa la importància que la relació hexacordal juga en aquesta obra. A més, cada hexacord de la sèrie original forma part de la SC 6-22 (012468), que és complementària de si mateixa. Com a resultat, cada hexacord, es trobi a l’inici o al final de la sèrie, està relacionat amb la seva transposició i la seva inversió mitjançant la retrogradació. Gerhard porta això un pas més enllà quan escull relacionar sèries hexacordals que comparteixen cinc pitch classes. Això significa que, per cada sèrie hexacordal, existiran dues altres sèries que amb les quals comparteixen cinc pitch classes (hexacords “estretament relacionats”).
Però mentre cada hexacord en forma prima té un sol company relacionat que comparteix les sis pitch classes, hi ha dues transformacions hexacordals per cadascun dels segments de sis notes “estretament relacionats”. Aquesta relació en forma d’escala pot apreciar-se en la següent figura (Figura 2), la qual presenta una “matriu hexacordal”: cada forma prima de la sèrie es veu reordenada de més petita a més gran (a partir de l’ordre de les pitch classes) dins dels seus dos límits hexacordals. Les línies dibuixades des de cada hexacord a l’altre estan aparellades amb el relatiu més “proper”.
A causa d’aquesta relació, Gerhard va poder desplaçar-se perfectament entre múltiples transformacions de la sèrie mantenint almenys cinc notes en comú entre hexacord i hexacord. Això té com a conseqüència que en cap moment es perd la sensació de coherència harmònica.

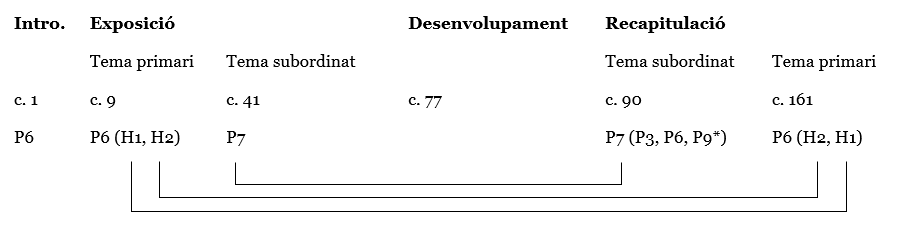
Figura 3. Hexacords en l'estructura, pensada com a forma sonata

Tornant a l’harmonia i els temes: també desenvolupa les relacions entre aquestes dues estructures, emprant retrogradacions i inversions per desenvolupar les àrees que correspondrien a les exposicions, reexposicions, temes primaris i secundaris, etc. Així, per exemple, pot presentar només un hexacord (amb les respectives transposicions) a l'exposició, i reservar-se certes combinacions de transposicions i hexacords per les aparicions de certs motius. L'esquema a continuació fa referència a l’associació a aquestes divisions clàssiques i com implementa les transposicions de la sèrie i els hexacords (codificades amb P i H respectivament).
Aquest replantejament de l'estructura harmònica enllaça amb el pensament de Milton Babbitt, que la idea fonamental de la tècnica dodecafònica és una reformulació del principi de la tonalitat. De fet, dels escrits de Gerhard es dedueix que coneixia de la recerca del primer.
Com a detall, aquest primer moviment presenta “ecos de ritmes ibèrics primitius”. En concret, algunes de les polirítmies d’ostinato fan referència a les Charradas de Salamanca, i algun ritme, al fandango.

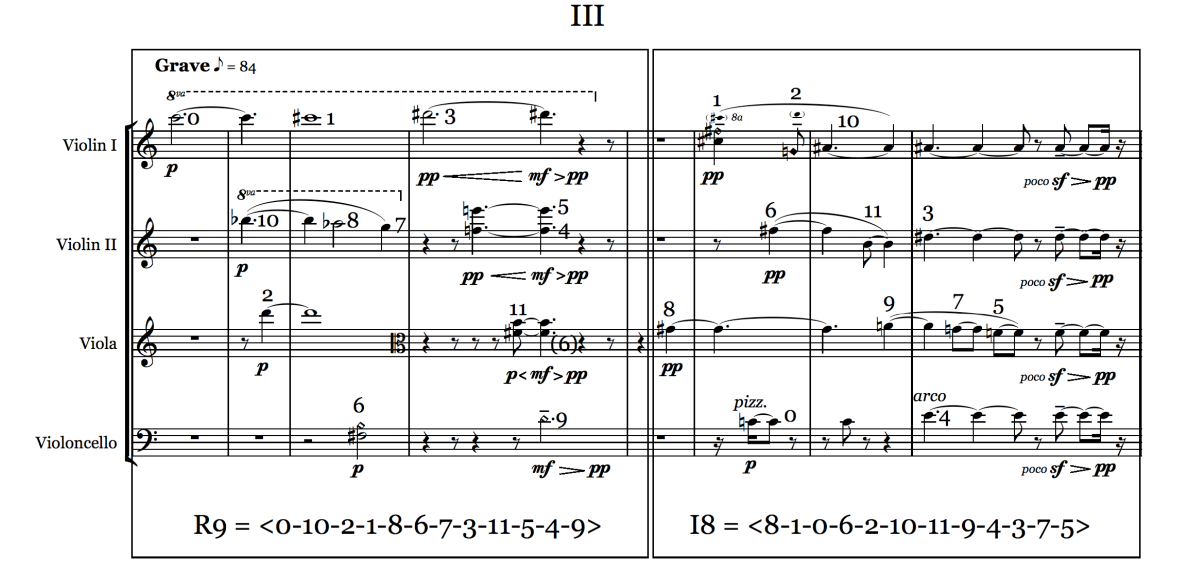
Figura 4. Aparellament de dues sèries relacionades mitjançant inversió i retrogradació

### Moviment II (Con vivacità)
És el moviment més breu, sol durar entre 2 i 3 minuts. Podria associar-se al tractament de Bartók comentat anteriorment sobre la paleta rítmica i modal respecte la tradició. Aporta contrast i descans entre la complexitat i la solidesa els moviments I i III.

### Moviment III (Grave)
En aquest moviment aprofita els hexacords per establir un lligam entre les transformacions de la sèrie dodecafònica i les seves inversions. D’aquesta manera aparella cada transposició de la seqüència original, d’una banda, amb la seva retrogradació i, de l’altra, també amb una altra inversió i la seva respectiva retrogradació.
Pel que fa a la temporalitat, la mateixa sèrie d’alçades

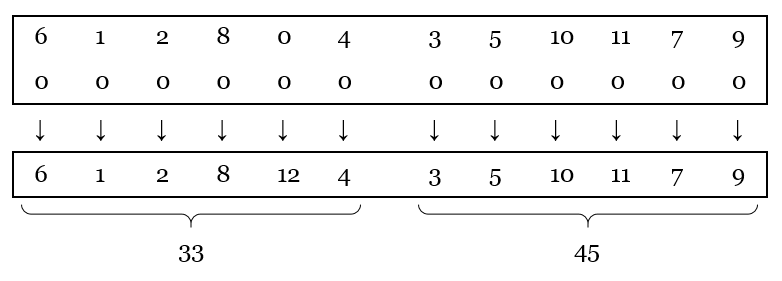
Figura 5. Derivació de les durades a partir de la sèrie

permet derivar la durada de les notes: ho aconsegueix fent una simple subtracció en mòdul 12, és a dir, restant i considerant els resultats en l’interval {\displaystyle [1,12]} de manera que si un nombre en queda fora, se li pot afegir o restar tants 12 com calguin. Això influeix en l'estructura de l’obra, ja que determina blocs de 78 {\displaystyle (78=1+2+\ldots +12)} corxeres on una sola sèrie actua. A més, dividirà la seqüència en dos hexacords de manera que les seves durades respectives siguin 33 i 45. La proporció 33:45 té implicació al llarg del moviment, ja que el dividirà en 4 seccions estructurades de la següent manera: hi ha 3 seccions d’11 compassos {\displaystyle (33=3\cdot 11)} i l’última en té 12 {\displaystyle (12=45-33)}.
D’aquesta manera, a més de la sèrie dodecafònica, hi ha una sèrie rítmica que s’usa i que regeix, en paraules de Julian White, “el moviment, la durada i la successió temporal de la totalitat dels esdeveniments sonors”.

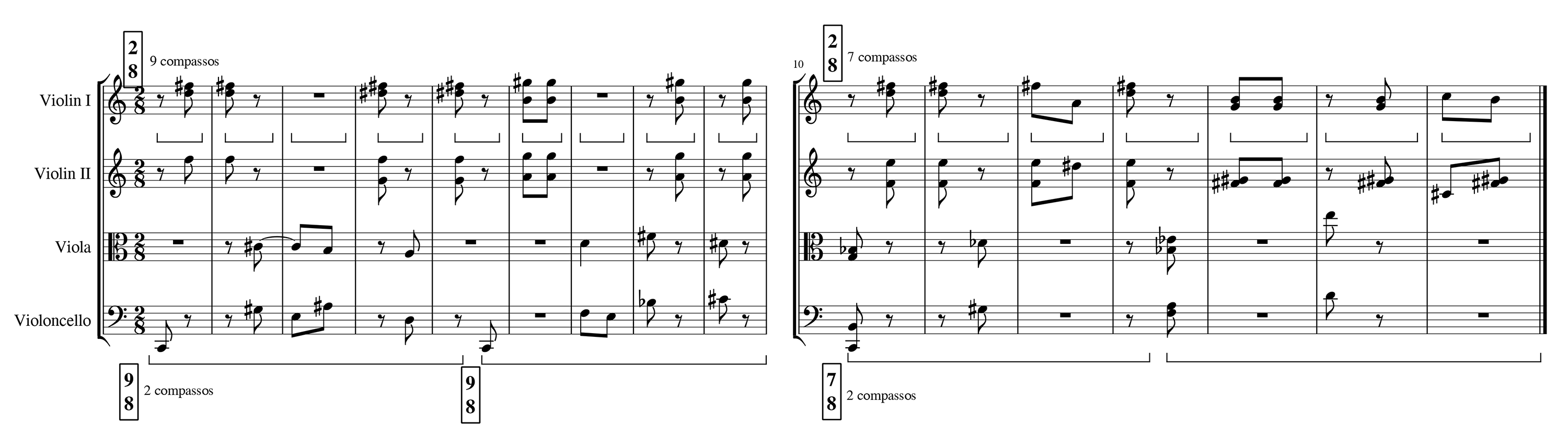
Figura 6. Exemple dels cyclic meter trains al darrer moviment del Quartet

### Moviment IV (Molto allegro)
Aquest moviment segueix alguns dels conceptes de l’anterior, i introdueix la tècnica dels cyclic meter trains, que en l’obra té l’aplicació de fer sonar estructures d’un nombre determinat de pulsacions sobre una mètrica de diferent nombre de pulsacions. Així doncs, la caiguda de la mètrica i la de l'estructura particular no coincidiran fins al cap d’un nombre determinat d’iteracions (el mínim comú múltiple de les pulsacions que conformen els dos elements).
En particular, el següent diagrama mostra com es fa sonar cada estructura (un 9/8 i un 7/8, respectivament) dues vegades, encaixant amb el compàs de 2/8 cada 9 i 7 iteracions, respectivament.

## Crítica al serialisme
Per primera vegada, Gerhard va aplicar radicalment el concepte de sèrie rítmica: el tercer moviment es pot entendre com un estudi de les proporcions, i per tal que fos efectiu calia garantir-ne la perceptibilitat a l’oient. Aquestes proporcions, en part, podien venir implicades des del mateix perfil de la sèrie d’alçades, i jugava amb aquesta ambivalència. Cal tenir en compte que Gerhard intentava estar al corrent dels avenços en art, ciència i tecnologia, cosa que va influir molt en la seva manera de veure la música i analitzar-la.
| «                                                                                        | Al final dels dos darrers moviments del quartet, Gerhard prova de racionalitzar aquestes correspondències i d’establir connexions precises entre les altures i la dimensió temporal de la seva música, les quals deriven d’un pla de construcció preconcebut. D’aquesta manera, per cada nota de la sèrie mesurada en semitons des d’una “nota fonamental” del sistema hexacordal, es crea un nombre que correspongui i que pugui ser equivalent en un a escala temporal o de valors mètrics | » |
| — Roman Vlad, «My First Impressions of Robert Gerhard's Music». The Score, 1956, pàg. 33 | |   |

En lloc d’assignar una seqüència numèrica a tots els ritmes (la qual cosa determinaria a priori el patró rítmic), preferia treballar la sèrie en instàncies més generals (mètrica, ritme) i anar especificant en àmbits més reduïts. Això el diferenciava d'altres estils de serialisme, que criticava per deixar massa poc a la llibertat i a la intuïció. L’altra característica distintiva és el fet que treballa amb diferents ràtios de temps que li servien de guia.

## Estrena i enregistraments
Acabat el 1955, el Quartet de corda núm. 1 (dedicat al Quartet Parrenin) es va estrenar l’agost de 1956 a l'escola d’estiu de Dartington, amb un temps total de 19 minuts.
Alguns enregistraments destacables són el del Quartet Kreutzer i el del Quartet Arditti.